# Местіско
Местіско або Местисько (словац. Mestisko) — село в Словаччині, Свидницькому окрузі Пряшівського краю. Розташоване в північно-східній частині Словаччини в Низьких Бескидах.
Уперше згадується у 1414 році.

## Пам'ятки
У селі є римо-католицький костел Різдва Діви Марії з 1843 року в стилі класицизму, кілька разів перебудований. З 1988 року національна культурна пам'ятка.

## Населення
| Рік:            | 1993 | 2003    | 2013    | 2023    |
| --------------- | ---- | ------- | ------- | ------- |
| Кількість осіб: | 474  | 478     | 472     | 437     |
| Різниця:        |      | +0,84 % | -1,25 % | -7,41 % |

| Рік:            | 2022 | 2023    |
| --------------- | ---- | ------- |
| Кількість осіб: | 444  | 437     |
| Різниця:        |      | -1,57 % |

В селі проживає 472 осіб.
Національний склад населення (за даними останнього перепису населення — 2001 року):
- словаки — 97,97 %
- русини — 1,63 %
- українці — 0,41 %

Склад населення за приналежністю до релігії станом на 2001 рік:
- римо-католики — 87,80 %,
- греко-католики — 8,33 %,
- православні — 1,22 %,
- протестанти — 0,81 %,
- не вважають себе віруючими або не належать до жодної вищезгаданої церкви- 1,63 %